# Joe Hueglin
Joseph Fred Hueglin (né le 7 février 1937 et mort le 5 juillet 2022) est un homme politique canadien de l'Ontario. Il a été député fédéral libéral de la circonscription ontarienne de Niagara Falls de 1972 à 1974 et fondateur du Parti progressiste canadien.

## Biographie
Né à Stratford en Ontario, Hueglin est élu en 1972. Il n'effectue qu'un seul mandat, car il est défait en 1974.
Alors membre du Parti progressiste-conservateur, il est, avec David Orchard, l'un des opposants les plus virulents à la fusion avec l'Alliance canadienne pour former le Parti conservateur du Canada. Il exprime son inconfort face à la promesse brisée du chef Peter MacKay qui garantissait ne pas militer pour la fusion lors de son élection au poste de chef. Huelgin exprime aussi son inconfort face à la politique néo-conservatiste de l'Alliance et qui deviendrait dominante au sein du nouveau parti.
En 2004, Hueglin devient chef du Parti progressiste canadien, décrit comme un parti centriste.